# Hania Rani
Hania Rani, właśc. Hanna Maria Raniszewska (ur. 5 września 1990 w Gdańsku) – polska pianistka, kompozytorka i wokalistka.

## Życiorys
W 2009 ukończyła Ogólnokształcącą Szkołę Muzyczną im. Feliksa Nowowiejskiego w Gdańsku. Jest absolwentką Uniwersytetu Muzycznego Fryderyka Chopina.
Tworzy muzykę popularną pod pseudonimem artystycznym Hania Rani. W duecie z Dobrawą Czocher stworzyła projekt Ciechowski klasycznie i nagrała w 2015 płytę Biała flaga z klasycznymi aranżacjami piosenek tego artysty. W 2017 założyła z Joanną Longić duet „Tęskno”. Zespół wydał w listopadzie 2018 płytę Mi i w tym samym roku otrzymał Nagrodę Artystyczną Miasta Torunia im. Grzegorza Ciechowskiego. Album Mi był nominowany do Fryderyków 2019 w kategorii Fonograficzny debiut roku.
W 2019 wygrała organizowany przez „Gazetę Wyborczą” plebiscyt „Sanki” dla najciekawszych nowych twarzy w polskiej muzyce. 5 kwietnia tego samego roku ukazała się jej debiutancka płyta solowa Esja.
W 2020 zdobyła nagrodę Fryderyka w kategoriach: Album Roku Alternatywa (za album „Esja”), Nowe Wykonanie (z Melą Koteluk za utwór „Odprowadź (piano version)”, Fonograficzny Debiut Roku i Kompozytor Roku (ex equo z duetem kompozytorskim Dawid Podsiadło/Olek Świerkot), była też nominowana w kategorii Producent Roku. Wydany w 2020 album Home została natomiast płytą roku w plebiscycie „Gazety Wyborczej”.
Z początkiem lat 20. XXI w. jej muzyka zaczęła być wykorzystywana w polskich filmach fabularnych. Kolejno były to: Jak najdalej stąd (2020), Śniegu już nigdy nie będzie (2021), Inni ludzie (2021) i Śubuk (2022).
18 czerwca 2021 ukazał się jej trzeci album studyjny Music for Film and Theatre, zawierający między innymi kompozycje z filmu Jak najdalej stąd, za które otrzymała nagrodę indywidualną na 45. Festiwalu Polskich Filmów Fabularnych w Gdyni (2020).
W grudniu 2022 roku ukazała się książka ciebie ode mnie poetki Krystyny Miłobędzkiej, opublikowana wraz z płytą, na której znalazły się kompozycje Hani Rani i wiersze czytane przez autorkę.
18 kwietnia 2023, w ramach obchodów 80. rocznicy wybuchu powstania w warszawskim getcie, odbyło się w Muzeum Polin prawykonanie skomponowanego przez nią koncertu fortepianowego "Dla Josimy", inspirowanego muzyką skomponowaną w warszawskim getcie przez nastoletnią kompozytorkę Josimę Feldschuh. Artystce wykonującej partię solową towarzyszyła orkiestra Sinfonia Varsovia pod batutą Anny Duczmal-Mróz.
Laureatka Paszportu „Polityki” 2023 w kategorii „muzyka popularna”.
W 2024 zdobyła nagrodę Fryderyka w dwóch kategoriach: Artystka Roku oraz Producentka Roku.
Skomponowała muzykę do filmu Sentimental Value w reżyserii Joachima Triera, który miał premierę na 78. Międzynarodowym Festiwalu Filmowym w Cannes w 2025 roku. 

## Dyskografia
- Hania Rani i Dobrawa Czocher – Biała flaga – Deutsche Grammophon
(29 września 2015, utwory Grzegorza Ciechowskiego)
- Tęskno – Mi – PIAS
(9 listopada 2018, duet z Joanną Longić)
- Hania Rani – Esja  – Gondwana Records
(5 kwietnia 2019, debiut solowy) – złota płyta w Polsce[22]
- Hania Rani – Home – Gondwana Records
(29 maja 2020)
- Hania Rani – Music for Film and Theatre – Gondwana Records
(18 czerwca 2021)
- Hania Rani i Dobrawa Czocher – Inner Symphonies – Deutsche Grammophon
(15 października 2021)
- Hania Rani – Venice – Infinitely Avantgarde (muzyka filmowa)[23]  – XXIM Records
 (25 lutego 2022)
- Hania Rani – On Giacometti – Gondwana Records
(17 lutego 2023)
- Hania Rani – Ghosts – Gondwana Records
(6 października 2023)[24]

## Filmografia
- Sentimental Value (2025), reż. Joachim Trier